# Кузинское сельское поселение
Ку́зинское се́льское поселе́ние — упразднённое муниципальное образование в составе Дорогобужского района Смоленской области России.
Административный центр — деревня Кузино.
Образовано Законом Смоленской области от 20 декабря 2004 года. Упразднено Законом Смоленской области от 25 мая 2017 года с включением всех входивших в его состав населённых пунктов в Усвятское сельское поселение.

## Географические данные
- Общая площадь: 93,75 км²
- Расположение: юго-западная часть Дорогобужского района
- Граничило:
  - на севере — с Усвятским сельским поселением
  - на северо-востоке — с Слойковским сельским поселением
  - на юго-востоке — с Озерищенским сельским поселением
  - на юге и юго-западе— с Глинковским районом
  - на северо-западе — с Балакиревским сельским поселением
- Крупные реки: Ужа, Трубельня.

## Население
| 2007 | 2011 | 2012 | 2013 | 2014 | 2015 | 2016 |
| ---- | ---- | ---- | ---- | ---- | ---- | ---- |
| 350  | ↘302 | ↘287 | ↘274 | ↘259 | ↗262 | ↘250 |
| 2017 |      |      |      |      |      |      |
| ↘238 |      |      |      |      |      |      |

## Населённые пункты
На территории поселения находилось 7 населённых пунктов:
- Кузино, деревня
- Выгорь, деревня
- Губино, деревня
- Дежино, деревня
- Долгиново, деревня
- Ивашутино, деревня
- Симоново, деревня

## Экономика
На территории поселения в постсоветские годы существовало сельскохозяйственное предприятие «Память Ленина», позже СПК «Кузино», которое было ликвидировано в конце 2000-х годов.
- В деревне Кузино располагается Кузинская основная школа. Школа была построена в конце 1980-х годов, получила статус средней общеобразовательной и фактически заменила Долгиновскую основную школу. С 2003 года Кузинская СОШ была реорганизована в Кузинскую ООШ
- Магазин.